# Francolí coqui
El francolí coqui (Campocolinus coqui) és una espècie d'ocell de la família dels fasiànids (Phasianidae) que habita les sabanes de la major part de l'Àfrica subsahariana.

## Taxonomia
Aquesta espècie, antany inclosa al gènere Francolinus, i més tard a Peliperdix, ha estat ubicada al recentment descrit gènere Campocolinus arran diversos estudis filogenètics recents.